# Юричі (Пореч)
Юричі (хорв. Jurići) — населений пункт у Хорватії, в Істрійській жупанії у складі міста Пореч.

## Населення
Населення за даними перепису 2011 року становило 3 осіб.
Динаміка чисельності населення поселення:

## Клімат
Середня річна температура становить 12,95 °C, середня максимальна – 26,88 °C, а середня мінімальна – -1,64 °C. Середня річна кількість опадів – 939 мм.
| Клімат поселення                              | Клімат поселення | Клімат поселення | Клімат поселення | Клімат поселення | Клімат поселення | Клімат поселення | Клімат поселення | Клімат поселення | Клімат поселення | Клімат поселення | Клімат поселення | Клімат поселення | Клімат поселення |
| Показник                                      | Січ.             | Лют.             | Бер.             | Квіт.            | Трав.            | Черв.            | Лип.             | Серп.            | Вер.             | Жовт.            | Лист.            | Груд.            |                  |
| Середній максимум, °C                         | 9,71             | 10,54            | 13,45            | 16,97            | 22,07            | 26,27            | 26,88            | 26,52            | 21,98            | 17,25            | 12,25            | 9,00             |                  |
| Середня температура, °C                       | 4,03             | 4,86             | 7,77             | 11,28            | 16,38            | 20,59            | 22,97            | 22,62            | 18,07            | 13,35            | 8,34             | 5,10             |                  |
| Середній мінімум, °C                          | −1,64            | −0,84            | 2,08             | 5,62             | 10,72            | 14,92            | 19,07            | 18,72            | 14,16            | 9,44             | 4,44             | 1,20             |                  |
| Норма опадів, мм                              | 67               | 55               | 67               | 77               | 70               | 80               | 57               | 83               | 86               | 105              | 109              | 83               |                  |
| Середньомісячна швидкість вітру, м/с          | 2.00             | 2.28             | 2.42             | 2.46             | 2.20             | 2.10             | 2.10             | 2.00             | 2.03             | 2.20             | 2.27             | 2.18             |                  |
| Середньомісячна сонячна радіація, кДж/м²·день | 4528             | 7458             | 10751            | 15166            | 19309            | 21074            | 22092            | 19049            | 14072            | 9011             | 4907             | 3800             |                  |
| --------------------------------------------- | ---------------- | ---------------- | ---------------- | ---------------- | ---------------- | ---------------- | ---------------- | ---------------- | ---------------- | ---------------- | ---------------- | ---------------- | ---------------- |
| Джерело:                                      |                  |                  |                  |                  |                  |                  |                  |                  |                  |                  |                  |                  |                  |